# Odtwarzacz MP3

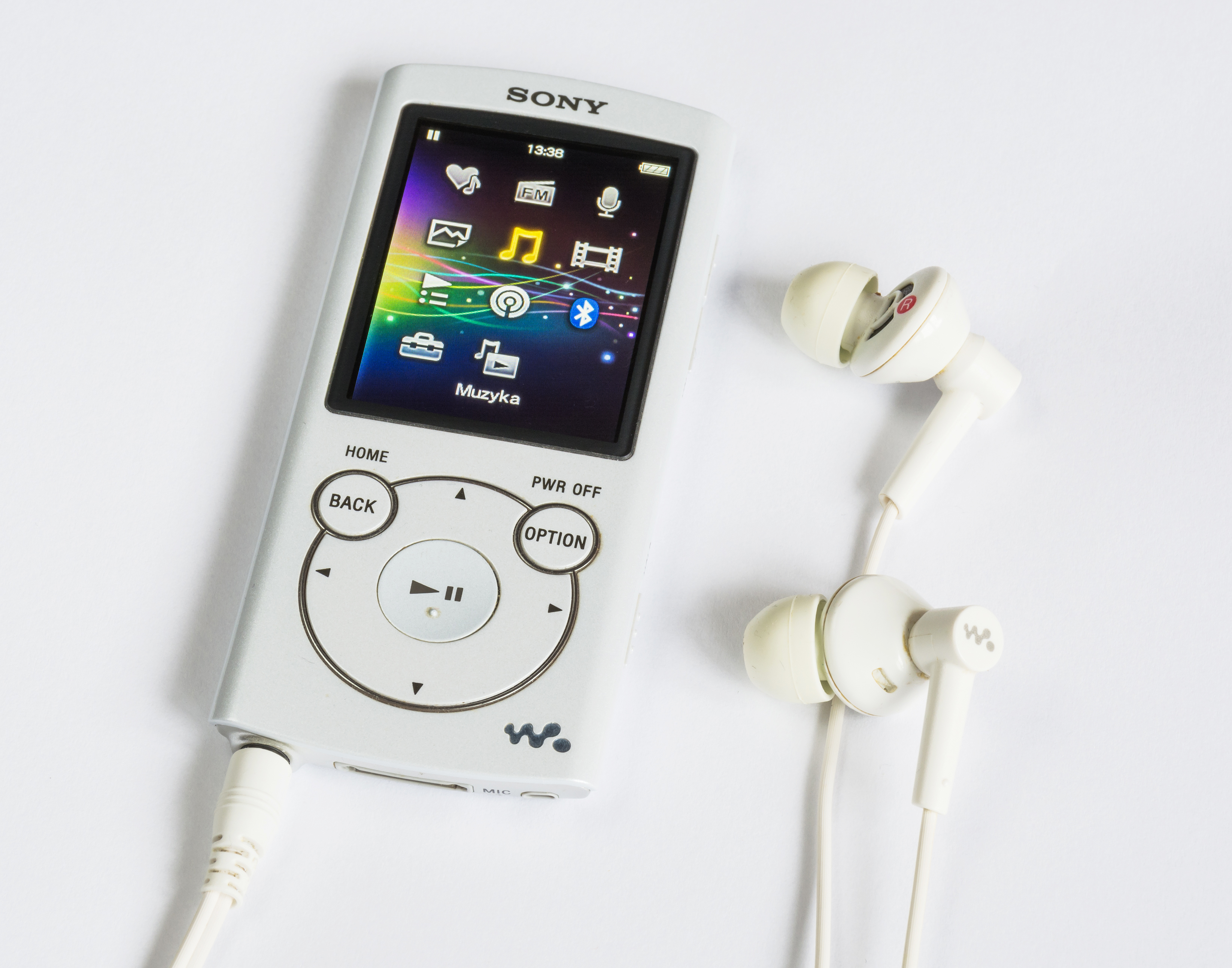
Sony Walkman NWZ-S765

Odtwarzacz MP3 – przenośne urządzenie służące do katalogowania i odsłuchiwania plików dźwiękowych. Nazwa „odtwarzacz MP3“ pochodzi od pierwotnego przeznaczenia urządzenia – początkowo obsługiwane były tylko pliki dźwiękowe w formacie MP3. Obecnie większość modeli odtwarza także formaty WMA, a niektóre również rzadsze formaty, takie jak Ogg Vorbis, FLAC czy APE.
Część odtwarzaczy MP3 zaopatrzonych jest dodatkowo w radio lub możliwość nagrania dźwięku (dyktafon) z możliwością kodowania zapisywanego dźwięku do formatu MP3 czy ADPCM WAV. Rzadziej – w możliwość odczytu kart pamięci. Niektóre są także wyposażone w transmiter FM umożliwiający nadawanie muzyki do urządzeń wyposażonych w radioodbiornik.
W pamięci odtwarzacza można również zapisać pliki inne niż muzyczne i korzystać z niego jak z pendrive’a.
Pierwszym na świecie przenośnym odtwarzaczem MP3 był zaprezentowany w 1998 roku MPMan F10. Wyposażony był 32 lub 64 MB pamięci flash, co przy prędkości popularnych wówczas połączeń z Internetem za pośrednictwem modemu było ilością wystarczającą. Rozgłos i popularność tego typu urządzeniom dał jednak dopiero Diamond Riō PMP300. Stało się tak dzięki wygranej przez firmę Diamond Multimedia batalii sądowej z agencją RIAA, organizacją zajmującą się ochroną praw wydawców muzycznych, która widziała w odtwarzaczach MP3 narzędzie do łamania praw autorskich.

## Rodzaje
Odtwarzacze MP3 dzieli się na trzy główne typy:
- Odtwarzacze CD MP3 – urządzenia odtwarzające płyty CD – normalne CD-Audio (discmany) oraz pliki MP3 i inne obsługiwane przez nie formaty.
- Odtwarzacze z pamięcią flash – ten typ urządzeń przechowuje pliki dźwiękowe we wbudowanej pamięci nieulotnej (flash) lub nośniku takim, jak karta pamięci. Są to zwykle urządzenia o pojemności od 32 MB do 32 GB. Takie odtwarzacze łączy się z komputerem poprzez port USB. Dawniej stosowano również połączenia RS-232 oraz IEEE 1284.
- Odtwarzacze z dyskiem twardym – te urządzenia odczytują pliki muzyczne z wbudowanego dysku twardego. Mogą pomieścić o wiele więcej danych w porównaniu do poprzedniego typu urządzeń, zwykle od 1,5 GB do 160 GB, zależnie od technologii użytej do skonstruowania dysku twardego. Używając standardowych ustawień kodeków możliwe jest zapisanie tysięcy piosenek na jednym urządzeniu. Przykładami takich urządzeń są Cowon iaudio, Apple iPod, iriver seria H, Rio Karma, Sony seria NW oraz Creative Zen.